# Clément-Auguste Andrieux
Clément-Auguste Andrieux, född 7 december 1829 i Paris, död 16 maj 1880 i Samois-sur-Seine, var en fransk illustratör. Han arbetade för det illustrerade nyhetsmagasinet Le Monde Illustré under det fransk-tyska kriget.